# 1645 az irodalomban

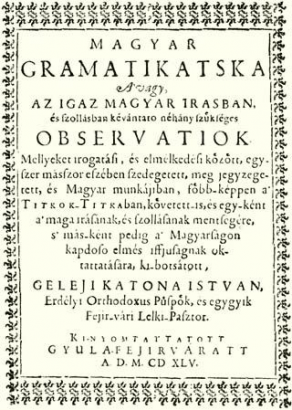
A Magyar Grammatikatska címlapja (Gyulafehérvár)

Az 1645. év az irodalomban.

## Események
- 1645–1646-ban Zrínyi Miklós megírja nagy eposzát, a Szigeti veszedelmet (eredeti címén: Obsidio Szigetianát). Műve először 1651-ben jelenik meg.

## Publikációk
- Geleji Katona István: Titkok titka és benne a Magyar Grammatikatska (Gyulafehérvár).

## Születések
- augusztus 16. La Bruyère francia író, esszéíró, moralista († 1696)
- 1645 körül – Felvinczi György magyar színműíró († 1716)

## Halálozások
- 1645 eleje – Veresmarti Mihály író, a magyar korai barokk egyházi próza képviselője. (* 1572)
- június 13.– Mijamoto Muszasi híres-hírhedt japán kardforgató, filozófus, tanító, Az öt elem könyvének írója (* 1584)
- szeptember 8. – Francisco de Quevedo, a spanyol barokk kiemelkedő lírikusa és prózaírója (* 1580)